# 아르헨티나 국립도서관

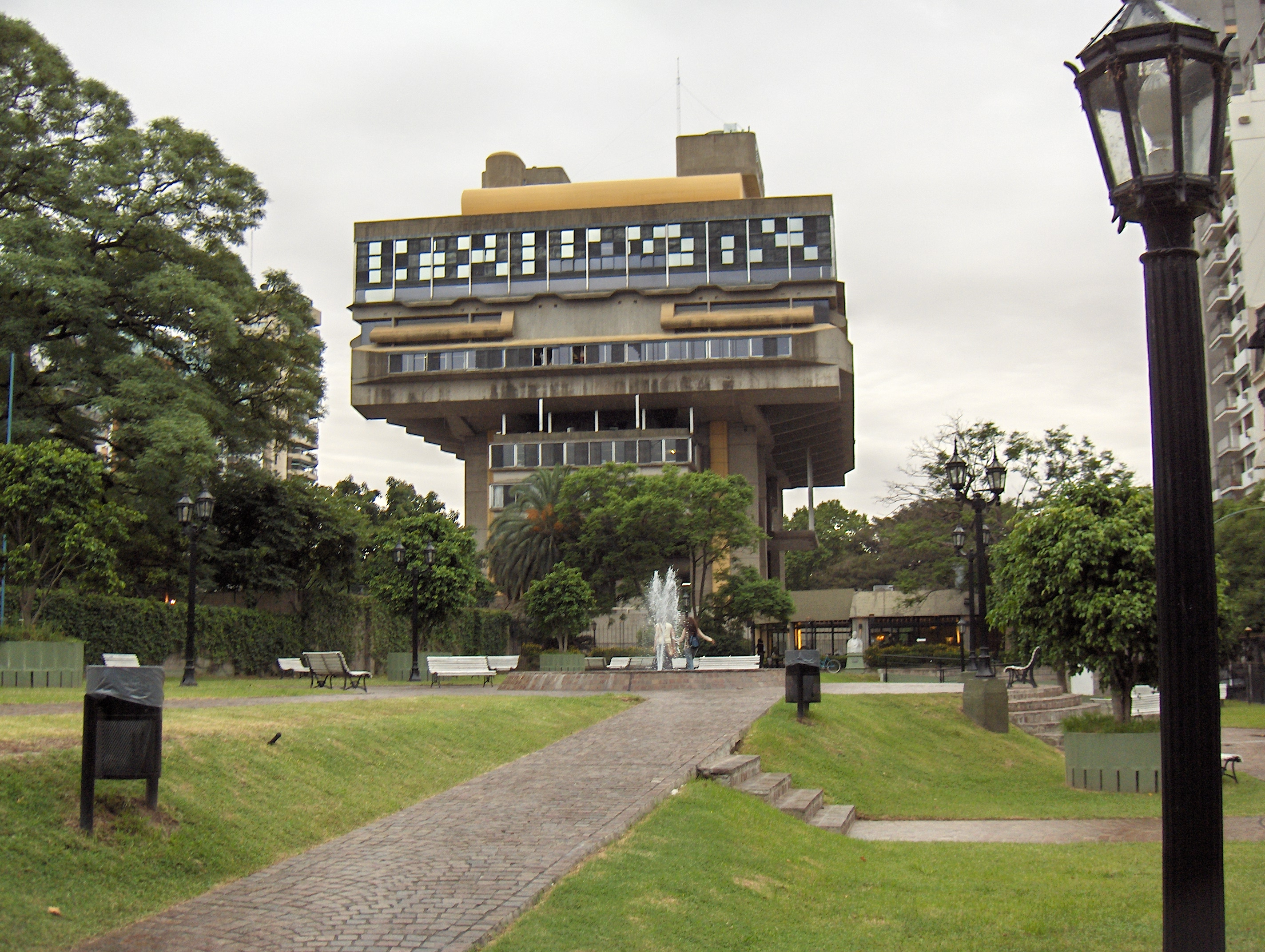
아르헨티나 국립도서관

아르헨티나 국립도서관(스페인어: Biblioteca Nacional de la República Argentina)는 아르헨티나 부에노스아이레스에 위치한 도서관이다.